# Lupinus burkeri
Lupinus burkeri är en ärtväxtart som beskrevs av John Lindley. Lupinus burkeri ingår i släktet lupiner, och familjen ärtväxter. Inga underarter finns listade i Catalogue of Life.